# Jerry Jameson
Jerry Jameson (Los Angeles, 26 novembre 1934) è un regista, produttore televisivo e montatore statunitense.
Ha lavorato anche come supervisore editoriale per molte produzioni televisive degli anni '60 e '70, tra cui The Andy Griffith Show, Le spie, Il grande teatro del west, Il fantastico mondo di Mr. Monroe, Quella strana ragazza e Mod Squad, i ragazzi di Greer.

## Filmografia parziale

### Cinema
- I demoni (The Dirt Gang) (1972)
- Il morso del pipistrello (The Bat People) (1974)
- Airport '77 (1977)
- Fuoco dal cielo (A Fire in the Sky) (1978)
- Blitz nell'oceano (1980)
- Preso di mira (Land of the Free) (1998)
- Last Flight Out (2004)

### Televisione
- Mod Squad, i ragazzi di Greer (The Mod Squad) – serie TV, 10 episodi (1969-1972)
- A tutte le auto della polizia (The Rookies) – serie TV, 2 episodi (1972)
- Search – serie TV, 2 episodi (1973)
- L'uomo da sei milioni di dollari (The Six Million Dollar Man) – serie TV, 3 episodi (1974)
- Ironside – serie TV, 3 episodi (1973-1975)
- Le strade di San Francisco (The Streets of San Francisco) – serie TV, 1 episodio (1975)
- Il cowboy e la ballerina (The Cowboy and the Ballerina) – film TV (1984)
- L'onore della famiglia (Our Family Honor) – serie TV, 2 episodi (1985)
- Lady Blue – serie TV, 2 episodi (1986)
- Magnum, P.I. – serie TV, 3 episodi (1985-1986)
- Dallas – serie TV, 5 episodi (1986-1987)
- Una famiglia come le altre (Life Goes On) – serie TV, 4 episodi (1989-1991)
- La signora in giallo (Murder, She Wrote) – serie TV, 19 episodi (1990-1995)
- La signora del West (Dr. Quinn, Medicine Woman) – serie TV, 7 episodi (1994-1996)
- Walker Texas Ranger (Walker, Texas Ranger) – serie TV, 18 episodi (1994-2000)
- Safe Harbor - Un porto sicuro (Safe Harbor) – film TV (2009)